# Döm mig, min Gud
Döm mig, min Gud är en tysk psalm  av Cornelius Becker (1561-1604), "Gott führe mein Sach ". Becker Psalter (1628). Vem som översatt psalmen till svenska är okänt. Psalmen baseras på Konung Davids 43:e psalm. Psalmen har 4 verser. Psalmen har som melodi nr 42 Min hogh från Menniskior hafwer jagh wändt.
Psalmen inleds 1695 med orden:
Döm mig, min Gudh, befordra min rätt
Och min oskyldighet skåda'

## Publicerad som
- 1695 års psalmbok som nr 54 under rubriken "Konung Davids Psalmer".